# Пеп устанавливают закон
«Пеп устанавливают закон» — французский кинофильм с Луи де Фюнесом.

## Сюжет
Похищена молодая девушка по имени Натали. Её мать не решается заявить об этом в полицию, так как считает, что в деле замешаны наркотики. Три другие её дочери — Эльвира, Элизабет и Кристина — решают помочь ей освободить сестру. Все вместе они вступают в борьбу с бандой похитителя по кличке Казанова, который работает на мсье Шарля…

## Интересные факты
- Луи де Фюнес исполняет роль бармена.